# العلاقات الأذربيجانية الناوروية
العلاقات الأذربيجانية الناوروية هي العلاقات الثنائية التي تجمع بين أذربيجان وناورو.

## مقارنة بين البلدين
هذه مقارنة عامة ومرجعية للدولتين:
| وجه المقارنة                                              | أذربيجان        | ناورو                          |
| --------------------------------------------------------- | --------------- | ------------------------------ |
| المساحة (كم2)                                             | 86.60 ألف       | 21                             |
| عدد السكان (نسمة)                                         | 10.00 مليون     | 10.08 ألف                      |
| الكثافة السكانية (ن./كم²)                                 | 115.47          | 48.00 ألف                      |
| العاصمة                                                   | باكو            | ضاحية يارين                    |
| اللغة الرسمية                                             | اللغة الأذرية   | اللغة الناورونية، لغة إنجليزية |
| العملة                                                    | مانات أذربيجاني | دولار أسترالي                  |
| الناتج المحلي الإجمالي (بليون دولار)                      | 40.75 مليار     | 113.88 مليون                   |
| الناتج المحلي الإجمالي (تعادل القوة الشرائية) بليون دولار | 171.56 مليار    | 162.98 مليون                   |
| الناتج المحلي الإجمالي الاسمي للفرد دولار أمريكي          | 5.50 ألف        | 9.83 ألف                       |
| الناتج المحلي الإجمالي للفرد دولار أمريكي                 | 17.52 ألف       |                                |
| مؤشر التنمية البشرية                                      | 0.751           |                                |
| رمز المكالمات الدولي                                      | +994            | +674                           |
| رمز الإنترنت                                              | .az             | .nr                            |
| المنطقة الزمنية                                           | ت ع م+04:00     | ت ع م+12:00                    |

## منظمات دولية مشتركة
يشترك البلدان في عضوية مجموعة من المنظمات الدولية، منها:
| علم المنظمة | اسم المنظمة                   | تاريخ انضمام أذربيجان | تاريخ انضمام ناورو |
| ----------- | ----------------------------- | --------------------- | ------------------ |
|             | يونسكو                        | 3 يونيو 1992          | 17 أكتوبر 1996     |
|             | الاتحاد البريدي العالمي       | ?                     | ?                  |
|             | منظمة الشرطة الجنائية الدولية | ?                     | ?                  |
|             | الأمم المتحدة                 | 2 مارس 1992           | 14 سبتمبر 1999     |
|             | بنك التنمية الآسيوي           | 1999                  | 1991               |
|             | الاتحاد الدولي للاتصالات      | 10 أبريل 1992         | 10 يونيو 1969      |
|             | منظمة حظر الأسلحة الكيميائية  | ?                     | ?                  |

## وصلات خارجية
- موقع وزارة الخارجية الأذربيجانية